# 周文庙乡
周文庙乡，是中华人民共和国湖南省常德市汉寿县下辖的一个乡镇级行政单位。

## 行政区划
周文庙乡下辖以下地区：
先锋社区、龙口村、龙王村、陈军堤村、南台村、王家铺村、寿南村、杨树山村、木子树村、南湖村、辖神庙村、小龙湖村、周文庙村、龙凤村、曹坪村、洲头塞村和乡桔园生活区。